# Somogymeggyes, Somogy
Somogymeggyes  este un sat în districtul Tab, județul Somogy, Ungaria, având o populație de 513 locuitori (2011). 

## Demografie
Componența etnică a satului Somogymeggyes
     Maghiari (98,28%)
     Germani (1,72%)
Componența confesională a satului Somogymeggyes
     Romano-catolici (38,4%)
     Luterani (6,04%)
     Fără religie (5,85%)
     Reformați (4,48%)
     Necunoscută (45,22%)
     Alte religii (12,67%)
Conform recensământului din 2011, satul Somogymeggyes avea 513 locuitori. Din punct de vedere etnic, majoritatea locuitorilor (98,28%) erau maghiari, cu o minoritate de germani (1,72%). Nu există o religie majoritară, locuitorii fiind romano-catolici (38,4%), luterani (6,04%), persoane fără religie (5,85%) și reformați (4,48%). Pentru 45,22% din locuitori nu este cunoscută apartenența confesională.